# اورسن ولز
جرج اورسن وِلْز (انگلیسی: Orson Welles؛ ‏۶ مهٔ ۱۹۱۵ – ۱۰ اکتبر ۱۹۸۵) کارگردان، فیلم‌نامه‌نویس، هنرپیشه و تهیه‌کنندهٔ فیلم، تئاتر، رادیو و تلویزیون آمریکایی بود. او نخستین بار با اجرای رادیویی جنگ دنیاها اثر هربرت جرج ولز در ۳۰ اکتبر ۱۹۳۸ بود که به شهرت رسید. آن هم به این دلیل که عده‌ای از شنوندگان به تصور اینکه با یک خبر واقعی (از حملهٔ بیگانگان فضایی از مریخ) مواجه شده‌اند، وحشت کرده بودند.
در اواسط دههٔ ۱۹۳۰ دو اقتباس تئاتری او به نام‌های وودو مکبث و روایت نمادگرایانهٔ جولیوس سزار در نیویورک شهرت یافتند. وی در سال ۱۹۴۱ کارگردانی، تهیه‌کنندگی و بازیگری در فیلم همشهری کین را به عهده گرفت و ضمناً به عنوان نویسنده نیز در آن همکاری داشت. همشهری کین در بیشتر لیست‌های سایت‌های نقد فیلم، جزو ۱۰۰ فیلم برتر تاریخ سینما محسوب می‌شود.
بقیهٔ دوران کاری او به دلایل گوناگونی مانند کمبود بودجه، دخالت بی‌جای استودیوها، چه در اروپا و چه در بازگشت کوتاه مدت او به هالیوود زیاد با موفقیت روبرو نبود. با همهٔ این مشکلات اتلو برندهٔ نخل طلایی جشنوارهٔ کن ۱۹۵۷ گردید و نشانی از شر نیز به جایزهٔ برتر جشنوارهٔ جهانی بروکسل نائل آمد. از دید خود ولز دو فیلم محاکمه و ناقوس‌های نیمه شب بهترین فیلم‌هایش بودند. اگرچه ولز توسط استودیوهای بزرگ به حاشیه رانده می‌شد، اما او در واقع یک بازیگر پول‌ساز بود.
در سال‌های واپسین زندگی، ولز در حالی‌که فقط به وسیلهٔ بازیگری، تبلیغات و صداگذاری امرار معاش می‌کرد، با یک استودیوی هالیوودی به علت سرمایه‌گذاری نکردن بر روی پروژه‌های فیلم مستقلش وارد منازعه شد. در سال ۱۹۷۵ او سومین نفری بود که پس از جان فورد و جیمز کاگنی، جایزهٔ یک عمر فعالیت را از بنیاد فیلم آمریکا (اِی اِف آی) دریافت می‌کرد. بیشتر منتقدان پس از مرگ وی به‌طور عمومی از او تمجید کرده‌اند. او هم‌اکنون به عنوان یکی از مهم‌ترین هنرمندان هنرهای دراماتیک قرن بیستم شناخته می‌شود. او در سال ۲۰۰۲ در نظرسنجی مؤسسه فیلم بریتانیا (بی اف آی) که در مورد ده کارگردان برتر سینما انجام شده بود عنوان بهترین کارگردان تمام تاریخ را کسب کرد.

## زندگی

### سال‌های جوانی و آثار اولیه
اورسن ولز در کنوشا در ایالت ویسکانسین متولد شد. وی پسر دوم خانواده بود و پدرش «ریچارد هِد ولز» تولیدکنندهٔ چراغ خودرو و مادرش «بئاتریس ایوز» یک پیانیست کنسرت بود. او مشکلاتی در کودکی‌اش داشت. در سال ۱۹۱۹ والدینش از یکدیگر جدا شدند و او به شیکاگو، ایلینوی کوچید. در آنجا پدرش تبدیل به یک الکلی شده بود و دیگر کار نمی‌کرد. در ۱۰ مه ۱۹۲۴ مادرش چهار روز بعد از جشن تولد نه سالگی او، به علت بیماری یرقان فوت کرد. ریچارد ولز نیز در پانزده سالگی اورسن درگذشت. اورسن در آن زمان تازه از مدرسهٔ پسرانهٔ تاد در ووداستاک ایالت ایلینوی دانش‌آموخته شده بود. ولز بعدها در مصاحبه‌هایش اعلام داشت که احساس می‌کند که به پدرش خیانت کرده‌است و او را نادیده گرفته‌است.
پس از مرگ پدر موریس برنشتاین قیم او گردید. در تاریخ مسائلی مطرح است که در مورد درست بودن قیم بودن وی جای سؤال باقی می‌گذارد. برنشتاین در روسیه متولد شده‌بود و در سال ۱۸۹۰ به شیکاگو، ایلینوی آمده‌بود و درس خوانده و پزشک موفقی نیز شده‌بود. در طی چندین سال او چندین همسر از جمله خواننده سوپرانوی مشهور شیکاگو، ادیث میسِن اختیار کرده بود. ادیث از همسر قبلی خود جورجیو پولاچو که صاحب کارخانه بود جدا شده بود تا با موریس ازدواج کند. هر چند بعدها آن‌ها از هم جدا شدند و ادیث دوباره با جورجیو ازدواج کرد. در سال ۱۹۳۰ موری در هایلندپارک زندگی می‌کرد و یک همسر و فرزند داشت. وی ادعا می‌کرد در ایالت ایلینوی متولد شده و والدینش نیویورکی بوده‌اند. در مدرسه تاد، ولز تحت تأثیرات مثبت از طرف راجر هیل قرار گرفت.
راجر معلمی بود که بعدها مدیر تاد شد.

### سال‌های رادیو (۱۹۳۶ تا ۱۹۴۰)
در این سال اولین کار رادیویی اورسن ولز به نام «پیشرفت زمان» از شبکهٔ سی‌بی‌اس پخش شد. یک سال بعد ولز سرپرستی پروژهٔ تئاتر نگرو در نیویورک را بر عهده گرفت. در همین سال‌ها سریال «سایه» و آثار اقتباسی وی از آثار ادبی با نام «اول شخص مفرد» از رادیو پخش شدند.
در یک روز قبل از هالووین سال ۱۹۳۸ نمایش رادیویی اورسن ولز از نمایشنامه هاوارد کاچ بر اساس رمان جنگ دنیاها نوشته هربرت جرج ولز باعث وحشت‌زده شدن مردم زیادی در آمریکا شد؛ زیرا مردم فکر کرده بودند که با یک خبر زنده روبرو هستند و نه یک نمایش رادیویی. خبرهای دیگری هم که در حین اجرای نمایش به عنوان هدیه هالووین خوانده می‌شدند، قطعی بودن خبر را تأیید می‌کردند. اما بی‌شک این اجرای طبیعی ولز بود که مردم را به اشتباه انداخته‌بود. ولز همان شب از مردم به علت این هدیه وحشتناک معذرت‌خواهی کرد.

### ولز در هالیوود (۱۹۳۹ تا ۱۹۴۸)

اورسن ولز در همشهری کین

اورسن ولز وقتی ۲۵ سال بیشتر نداشت، این شانس را پیدا کرد که بتواند اطمینان جورج شافر مدیر کمپانی فیلم‌سازی ار. کی. او را به‌دست‌آورد و نخستین فیلم بلند خود را بسازد. شافر پیشنهادی به ولز داد که عموماً به‌عنوان بزرگ‌ترین پیشنهادی که به یک فیلم‌ساز ناآزموده داده‌شده شناخته می‌شود: «کنترل کامل هنرمندان». و این فیلم همشهری کین بود که در ۱۹۴۱ ساخته شد و ازآن پس به عنوان یکی از بهترین فیلم‌های سینما از آن یاد می‌شود.

#### همشهری کین
ولز همشهری کین را در سال ۱۹۴۱ با ایده‌هایی نو برای روایت داستان در هالیوود بازنویسی کرد. این فیلم پر از ابتکارات تازه در تصویر برداری و صدا برداری بود. حتی گریم ولز که به‌طور متقاعدکننده‌ای سنش را چندین دهه بیشتر نشان می‌داد، انقلابی محسوب می‌شد. ولز در نقش «چارلز فاسترکین» تهیه‌کنندگی و کارگردانی فیلم را نیز به عهده داشت. این فیلم کلاسیک برای نه جایزه اسکار نامزد شده‌بود که چهار تا از آن‌ها که به ولز ارتباط داشت عبارتند از: بهترین بازیگر، بهترین کارگردان، بهترین فیلم‌نامه و بهترین فیلم. اما فیلم تنها برنده یک جایزه اسکار برای بهترین فیلمنامه شد. نکته حائز اهمیت این است که اورسن ولز در هنگام ساخت همشهری کین تنها ۲۵ سال داشته‌است.

## فیلم‌شناسی

### کارگردان/بازیگر
- قلب‌های پیر - ۱۹۳۴
- خیلی زیاد جانسون - ۱۹۳۸
- همشهری کین - ۱۹۴۱
- خانواده اشرافی امبرسن - ۱۹۴۲
- بیگانه - ۱۹۴۶
- بانویی از شانگهای - ۱۹۴۸
- مکبث - ۱۹۴۸
- اتلو - ۱۹۵۲
- آقای آرکادین - ۱۹۵۵
- نشانی از شر -۱۹۵۸
- محاکمه - ۱۹۶۲
- ناقوس‌های نیمه شب -۱۹۶۶
- قصه جاویدان - ۱۹۶۸
- ت مثل تقلب - ۱۹۷۵
- سوی دیگر باد - ۲۰۱۸ (اتمام پس از مرگ وی)

### بازیگر
- سفر به درون ترس - ۱۹۴۲
- جین ایر - ۱۹۴۴
- پسرها را دنبال کن - ۱۹۴۴
- فردا همیشگی است - ۱۹۴۶
- جدال در آفتاب - ۱۹۴۶ - راوی
- جادوی سیاه - ۱۹۴۹
- مرد سوم - ۱۹۴۹
- پرنس روباهان - ۱۹۴۹
- رز سیاه - ۱۹۵۰
- آخرین پروندهٔ ترنت - ۱۹۵۲
- انسان، حیوان، عفت - ۱۹۵۳
- امور سلطنتی در کاخ ورسای - ۱۹۵۳
- دردسر در دره تنگ - ۱۹۵۴
- سه پرونده جنایت - ۱۹۵۵
- ناپلئون - ۱۹۵۵
- موبی دیک - ۱۹۵۶
- مردی در سایه - ۱۹۵۷
- تابستان گرم و طولانی - ۱۹۵۸
- وایکینگ‌ها - ۱۹۵۸ - راوی
- ریشه‌های آسمان - ۱۹۵۸
- اجبار - ۱۹۵۹
- فری به هنگ کنگ - ۱۹۵۹
- داوود و گولیات - ۱۹۶۰
- ترک در آینه - ۱۹۶۰
- استرلیتز - ۱۹۶۰
- لافایت - ۱۹۶۱
- تاتارها ۱۹۶۱
- شاهنشاه - ۱۹۶۱ - راوی
- آدم‌های خیلی مهم - ۱۹۶۳
- داستان پادشاه - ۱۹۶۵ - راوی مستند
- سرگذشت افسانه‌وار مارکو پولو - ۱۹۶۵
- آیا پاریس در حال سوختن است؟ - ۱۹۶۶
- مردی برای تمام فصول - ۱۹۶۶
- کازینو رویال - ۱۹۶۷
- مردی از جبل‌الطارق - ۱۹۶۷
- ادیپ شهریار - ۱۹۶۸
- خانه پوشالی - ۱۹۶۸
- نبرد برای رم - ۱۹۶۸
- ستاره جنوبی - ۱۹۶۹
- سیزده صندلی - ۱۹۶۹
- نبرد نرتوا - ۱۹۶۹
- نامهٔ کرملین - ۱۹۷۰
- کچ-۲۲ - ۱۹۷۰
- واترلو - ۱۹۷۰
- یک جای امن - ۱۹۷۱
- دههٔ شگفت‌انگیز - ۱۹۷۱
- به‌کارگردانی جان فورد - ۱۹۷۱ - راوی مستند
- اطلاع یافتن دربارهٔ خرگوش‌ها - ۱۹۷۱
- جزیره گنج - ۱۹۷۲
- نبرد سوتیسکا - ۱۹۷۳
- سپس هیچ‌کدام باقی نماندند - ۱۹۷۴
- سفر نفرین‌شده - ۱۹۷۶
- یورش بزرگ (راوی فیلم)
- راز نیکلا تسلا - ۱۹۸۰
- پروانه - ۱۹۸۱
- پارسیفال کجاست؟ - ۱۹۸۳

## دانستنی‌ها
- آناگرام نام اورسن ولز به انگلیسی به این صورت است:
No Slow Reels <---- Orson Welles (به معنی: تلوتلو خوردن آرام)
- نقش هری لایم در فیلم مرد سوم به بازی او از سوی مجله پرمیر به عنوان رتبه ۹۳ در میان ۱۰۰ شخصیت برتر سینما انتخاب شده‌است.
- نقش چارلز فاستر کین به بازی او در فیلم همشهری کین از سوی مجله پرمیر به عنوان رتبه ۱۲ در میان ۱۰۰ شخصیت برتر سینما انتخاب شده‌است.[۱۰]
- ولز یکی از تنها شش بازیگری است که برای اولین حضور خود بر روی پرده نقره‌ای نامزد دریافت جایزه بهترین بازیگر نقش اول شده‌است. پنج نفر دیگر عبارتند از:آلن آرکین، جیمز دین، پل مونی، مونتگومری کلیفت و لارنس تیبت.
- از سوی انترتینمنت ویکلی به عنوان دومین کارگردان برتر تاریخ سینما انتخاب شد.[۱۰]
- برای فیلم همشهری کین فقط نامزد چهار جایزه بود که فقط جایزه بهترین فیلم‌نامه را برد و همراه هرمان منکیویچ این جایزه را دریافت کرد.
- در اواخر سال ۱۹۸۵ وزن ولز بالغ بر ۳۵۰ پوند شده بود.[۱۰]
- قد وی شش فوت و یک اینچ (کمی بیش از ۱۸۵ سانتی‌متر) بوده‌است.
- با یول برینر در یک روز مرده‌است.
- یکبار در یک نشست ۱۸ هات داگ را در رستوران پینک خورد.[۱۱]
- سه فرزند از سه همسر خود داشت.
- فرانک سیناترا پدرخوانده یکی از دخترانش بود.[۱۱]
- او می‌خواست که از دو شاهکار دنیای ادبیات فیلم بسازد. نهنگ سفید اثر هرمان ملویل و کچ-۲۲ اثر جوزف هلر. اما به ایفای نقش مکمل در هر دو فیلم بسنده کرد.[۱۱]
- جرج لوکاس برای صداپیشگی دارث ویدر او را در نظر داشت. اما فکر کرد شاید صدای او زیاد مشخص است.[۱۱]